# 沈原
沈原（1954年3月7日—），出生于北京。清华大学社会学系教授，系主任。主要研究领域为经济社会学、转型社会学和劳工社会学。

## 生平
- 1979年进入中国人民大学哲学系就读，1983年获学士学位，1986年获硕士学位。
- 1988到1996年任中国社会科学院社会学所科研处处长，中国社会学会秘书处长。
- 2000至2010年任清华大学社会学系教授，系副主任，2010至今为系主任。[1]
- 2019年任华中师范大学特聘教授[2]。

## 著作
- 《市场、阶级与社会：转型社会学的关键议题》，专著，社科文献出版社，2007年1月
- 《清华社会学评论（第六辑）》（主编），社科文献出版社，2013年1月
- 麦克·布洛维《公共社会学》，译著，社会科学文献出版社，2007